# Парламентські вибори в Естонії 2023
5 березня 2023 року в Естонії відбулися парламентські вибори, на яких було обрано 101 члена Рійгікогу.
Після результатів виборів 2019 року, Центристська партія утворила уряд на чолі з Юрі Ратасом, власне, лідером партії. Однак, його уряд пішов у відставку після корупційного розслідування у січні 2021 року. Кая Каллас, лідерка Партії реформ, отримала мандат на формування нового уряду. Її перший уряд — коаліційний уряд разом з Центристською партією проіснував до червня 2022, після був утворенний другий уряд Каллас, на цей раз у коаліції із Соціал-демократичною партією та Вітчизною. У січні 2023, Республіканська виборча комісія оголосила, що у виборах будуть брати участь 9 політичних партій та 10 незалежних кандидатів.
12 квітня, парламент Естонії Рійгікогу схвалив призначення Каї Каллас на посаду прем'єр-міністра.

## Опитування громадської думки

Локальна регресія проведених опитувань.

## Виборча система
101 член Рійгікогу обирається за пропорційною системою в дванадцяти багатомандатних округах. Місця розподіляються за модифікованим методом д'Ондта. Партії мають подолати загальнонаціональний бар'єр у 5 %, але якщо кількість голосів, поданих за окремого кандидата, перевищує або дорівнює простій квоті (отриманій шляхом ділення кількості дійсних голосів, поданих у виборчому окрузі, на кількість мандатів в окрузі), їх обирають. Решта місць розподіляється на основі частки голосів кожної партії та кількості голосів, отриманих окремими кандидатами. Будь-які місця, не розподілені на рівні виборчого округу, заповнюються за закритим списком, поданим кожною партією на національному рівні.

### Місця за виборчими округами
| Виборчий округ | Виборчий округ                                         | Місця |
| -------------- | ------------------------------------------------------ | ----- |
| 1              | Райони Хааберсті, Пихья-Таллінн і Крістійне в Таллінні | 10    |
| 2              | Райони Кесклінн, Ласнамяе і Піріта в Таллінні          | 13    |
| 3              | Райони Мустамяе і Нимме в Таллінні                     | 8     |
| 4              | повіти Хар'ю (крім Таллінна) і Рапла                   | 15    |
| 5              | Повіти Хійу, Ляяне та Сааре                            | 6     |
| 6              | Ляене-Вірумаа                                          | 5     |
| 7              | Іда-Вірумаа                                            | 7     |
| 8              | Ярваський і Вільяндіський повіти                       | 7     |
| 9              | Йигеваський і Тартуський повіти (крім Тарту)           | 7     |
| 10             | Місто Тарту                                            | 8     |
| 11             | Повіти Виру, Валга та Пилва                            | 8     |
| 12             | Пярнуський повіт                                       | 7     |

## Результати
На виборах перемогла Партія реформ, отримавши 31,3 відсотка голосів виборців. Голові партії Каї Каллас вдалося сформувати уряд у коаліції з новою ліберальною партією Естонія 200 та з Соціал-демократичной партією, тим самим контролюючи 61 із 101 місць у парламенті. 10 квітня Кая Каллас повідомила про відставку старого уряду Естонії. 12 квітня Рійгікогу затвердив третій кабінет прем'єр-міністерки Каї Каллас.
|                            |                                      |         |       |       |      |
| Партія                     | Партія                               | Голоси  | %     | Місця | ±    |
|                            | Партія реформ Естонії                | 190,632 | 31,24 | 37    | +3   |
|                            | Консервативна народна партія Естонії | 97,966  | 16,05 | 17    | -2   |
|                            | Центристська партія                  | 93,254  | 15,28 | 16    | −10  |
|                            | Естонія 200                          | 81,329  | 13,33 | 14    | +14  |
|                            | Соціал-демократична партія           | 56,584  | 9,27  | 9     | -1   |
|                            | Вітчизна                             | 50,118  | 8,21  | 8     | -4   |
|                            |                                      |         |       |       |      |
|                            | Об'єднана ліва партія–Разом          | 14,605  | 2,39  | 0     | 0    |
|                            | Праві                                | 14,037  | 2,30  | 0     | Нова |
|                            | Безпартійні кандидати                | 5,888   | 0,96  | 0     | 0    |
|                            | Зелені                               | 5,886   | 0,96  | 0     | 0    |
| Недійсні голоси            | Недійсні голоси                      | 3,502   | 0,57  | –     | –    |
| Усього                     | Усього                               | 613,801 | 100   | 101   | 0    |
| Зареєстровані виборці/явка | Зареєстровані виборці/явка           | 966,129 | 63,53 | –     | –    |
| Джерело: РВК               |                                      |         |       |       |      |

| Розподіл голосів | Розподіл голосів | Розподіл голосів | Розподіл голосів | Розподіл голосів |
| ---------------- | ---------------- | ---------------- | ---------------- | ---------------- |
|                  |                  |                  |                  |                  |
| ПР               | ПР               |                  | 31.24%           | 31.24%           |
| КНПЕ             | КНПЕ             |                  | 16.05%           | 16.05%           |
| ЦП               | ЦП               |                  | 15.28%           | 15.28%           |
| Е200             | Е200             |                  | 13.33%           | 13.33%           |
| СДПЕ             | СДПЕ             |                  | 9.27%            | 9.27%            |
| Вітчизна         | Вітчизна         |                  | 8.21%            | 8.21%            |
| Інші             | Інші             |                  | 6.61%            | 6.61%            |

| Розподіл місць | Розподіл місць | Розподіл місць | Розподіл місць | Розподіл місць |
| -------------- | -------------- | -------------- | -------------- | -------------- |
|                |                |                |                |                |
| ПРЕ            | ПРЕ            |                | 36.6%          | 36.6%          |
| КНПЕ           | КНПЕ           |                | 16.8%          | 16.8%          |
| ЦП             | ЦП             |                | 15.8%          | 15.8%          |
| Е200           | Е200           |                | 13.8%          | 13.8%          |
| СДПЕ           | СДПЕ           |                | 8.9%           | 8.9%           |
| Вітчизна       | Вітчизна       |                | 7.9%           | 7.9%           |

| Виборчий округ                                                                        | ПР    | ПР   | ЦП    | ЦП   | КНПЕ  | КНПЕ | Вітчизна | Вітчизна | СДПЕ | СДПЕ | Е200  | Е200 | Зелені | Зелені | Праві | Праві | ОЛПЕ-Разом | ОЛПЕ-Разом | Незалежні | Незалежні |   |
| Виборчий округ                                                                        | %     | S    | %     | S    | %     | S    | %        | S        | %    | S    | %     | S    | %      | S      | %     | S     | %          | S          | %         | S         |   |
| ------------------------------------------------------------------------------------- | ----- | ---- | ----- | ---- | ----- | ---- | -------- | -------- | ---- | ---- | ----- | ---- | ------ | ------ | ----- | ----- | ---------- | ---------- | --------- | --------- | - |
| Виборчий округ                                                                        | №1    | 31.4 | 4     | 20.9 | 4     | 9.7  | 1        | 5.6      | 1    | 10.0 | 1     | 15.7 | 2      | 1.1    | 0     | 2.3   | 0          | 3.3        | 0         | 0.1       | 0 |
| №2                                                                                    | 29.4  | 4    | 29.0  | 5    | 9.1   | 1    | 5.4      | 1        | 8.6  | 1    | 10.9  | 2    | 1.0    | 0      | 1.6   | 0     | 4.9        | 0          | 0.1       | 0         |   |
| №3                                                                                    | 34.7  | 3    | 18.9  | 1    | 11.7  | 1    | 6.5      | 0        | 8.9  | 1    | 14.2  | 1    | 1.1    | 0      | 2.1   | 0     | 1.9        | 0          | 0.0       | 0         |   |
| №4                                                                                    | 40.0  | 7    | 10.2  | 1    | 14.6  | 3    | 8.3      | 1        | 7.1  | 1    | 13.7  | 2    | 0.7    | 0      | 3.4   | 0     | 1.3        | 0          | 0.8       | 0         |   |
| №5                                                                                    | 27.6  | 1    | 11.2  | 1    | 19.4  | 1    | 7.8      | 0        | 13.9 | 1    | 17.1  | 1    | 0.9    | 0      | 2.1   | 0     | 0.0        | 0          | 0.0       | 0         |   |
| №6                                                                                    | 31.1  | 1    | 13.4  | 0    | 20.5  | 2    | 13.7     | 0        | 7.5  | 0    | 8.7   | 1    | 0.5    | 0      | 3.0   | 0     | 1.5        | 0          | 0.2       | 0         |   |
| №7                                                                                    | 14.1  | 1    | 25.8  | 1    | 8.4   | 1    | 4.0      | 0        | 7.6  | 0    | 8.3   | 0    | 0.5    | 0      | 1.0   | 0     | 14.9       | 0          | 15.5      | 0         |   |
| №8                                                                                    | 27.8  | 2    | 10.2  | 1    | 23.3  | 1    | 11.9     | 1        | 12.9 | 2    | 10.7  | 0    | 0.8    | 0      | 2.1   | 0     | 0.0        | 0          | 0.3       | 0         |   |
| №9                                                                                    | 30.4  | 3    | 9.2   | 0    | 19.7  | 1    | 12.0     | 1        | 9.0  | 0    | 14.6  | 1    | 1.0    | 0      | 2.6   | 0     | 1.5        | 0          | 0.0       | 0         |   |
| №10                                                                                   | 35.9  | 4    | 7.3   | 0    | 14.5  | 1    | 8.6      | 1        | 9.9  | 1    | 18.4  | 1    | 1.7    | 0      | 2.0   | 0     | 1.6        | 0          | 0.0       | 0         |   |
| №11                                                                                   | 24.0  | 5    | 13.4  | 1    | 26.5  | 2    | 8.5      | 1        | 12.3 | 1    | 11.5  | 1    | 1.3    | 0      | 2.3   | 0     | 0.0        | 0          | 0.2       | 0         |   |
| №12                                                                                   | 29.5  | 2    | 11.4  | 1    | 26.0  | 2    | 10.0     | 1        | 6.7  | 0    | 12.8  | 2    | 0.8    | 0      | 2.2   | 0     | 0.7        | 0          | 0.0       | 0         |   |
| Всього                                                                                | 31.24 | 37   | 15.28 | 16   | 16.05 | 17   | 9.27     | 9        | 8.21 | 8    | 13.33 | 14   | 0.96   | 0      | 2.30  | 0     | 2.39       | 0          | 0.96      | 0         |   |
|                                                                                       |       |      |       |      |       |      |          |          |      |      |       |      |        |        |       |       |            |            |           |           |   |
| Source: Республіканська виборча комісія, Естонська громадська телерадіомовна компанія |       |      |       |      |       |      |          |          |      |      |       |      |        |        |       |       |            |            |           |           |   |